# Liga Futsal 1996
La Liga Futsal 1996 si svolse dal 27 aprile al 6 luglio 1996, vi parteciparono dieci formazioni, di cui otto poi qualificate ai playoff. La vittoria finale è andata all'Inter/Ulbra.

## Stagione regolare
| Squadra               | Pti | G  | V  | N | P  | GF | GS |
| --------------------- | --- | -- | -- | - | -- | -- | -- |
| Inter/Ulbra           | 54  | 25 | 16 | 6 | 3  | 99 | 53 |
| Vasco/DalPonte/Unimed | 39  | 25 | 10 | 9 | 6  | 73 | 65 |
| Goiás/Futsal 2000     | 35  | 22 | 10 | 5 | 7  | 64 | 58 |
| GM/Chevrolet          | 37  | 22 | 10 | 8 | 4  | 68 | 51 |
| São Geraldo/Minas     | 24  | 20 | 6  | 6 | 8  | 60 | 67 |
| AABB/Topper           | 23  | 20 | 7  | 2 | 11 | 52 | 58 |
| Palmeiras/Rhumell     | 22  | 20 | 6  | 6 | 8  | 41 | 48 |
| Tio Sam               | 18  | 20 | 5  | 3 | 12 | 51 | 78 |
| Corinthians/Lousano   | 17  | 18 | 5  | 3 | 10 | 37 | 50 |
| Arsenal (BH)/Texaco   | 17  | 18 | 5  | 2 | 11 | 44 | 61 |

## Quarti di finale - andata
| 15 giugno 1996 | Tio Sam | 2 – 4 | Inter/Ulbra |  |

| 15 giugno 1996 | Palmeiras/Rhumell | 3 – 3 | GM/Chevrolet |  |

| 17 giugno 1996 | São Geraldo/Minas | 4 – 4 | Vasco/DalPonte/Unimed |  |

| 22 giugno 1996 | AABB/Topper | 3 – 8 | Goiás/Futsal 2000 |  |

## Quarti di finale - ritorno
| 22 giugno 1996 | Inter/Ulbra | 6 – 1 | Tio Sam |  |

| 21 giugno 1996 | GM/Chevrolet | 2 – 1 | Palmeiras/Rhumell |  |

| 22 giugno 1996 | Vasco/DalPonte/Unimed | 3 – 2 | São Geraldo/Minas |  |

| 18 giugno 1996 | Goiás/Futsal 2000 | 4 – 3 | AABB/Topper |  |

## Semifinali - andata
| 25 giugno 1996 | Vasco/DalPonte/Unimed | 2 – 2 | GM/Chevrolet |  |

| 26 giugno 1996 | Goiás/Futsal 2000 | 4 – 1 | Inter/Ulbra |  |

## Semifinali - ritorno
| 25 giugno 1996 | GM/Chevrolet | 3 – 4 | Vasco/DalPonte/Unimed |  |

| 26 giugno 1996 | Inter/Ulbra | 6 – 2 | Goiás/Futsal 2000 |  |

## Finale
| 2 luglio 1996 | Vasco/DalPonte/Unimed | 2 – 2 | Inter/Ulbra |  |

| 4 luglio 1996 | Inter/Ulbra | 4 – 0 | Vasco/DalPonte/Unimed |  |

| 6 luglio 1996 | Vasco/DalPonte/Unimed | 1 – 6 | Inter/Ulbra |  |